# Tobias Enström
Ulf Tobias Enström (* 5. listopadu 1984, Örnsköldsvik, Švédsko) je bývalý švédský hokejový obránce naposledy hrající v týmu MODO Hockey ve švédské HockeyAllsvenskan, který odehrál 11 sezón v severoamerické lize NHL za Winnipeg Jets a jejich předchůdce Atlanta Thrashers.

## Kariéra
Vyrůstal v Nordingře, kde hrál za tým Höga Kusten Hockey. Po přijetí na střední školu v Örnsköldsviku začal hrát za dorost týmu MODO Hockey, ze kterého se postupem času vypracoval do juniorského týmu a poté i do nejvyšší švédské soutěže Elitserien. Pochází z hokejové rodiny. Jeho bratři Thomas a Tommy hrají v lize HockeyAllsvenskan a sestra Tina získala s ženskou reprezentací Švédska na Mistrovství světa v roce 2007 bronzovou medaili. Enström byl po úspěšné nováčkovské sezóně v Elitserien zvolen nováčkem roku a posléze byl vybrán v draftu NHL 2003 na celkově 239. místě týmem Atlanta Thrashers. V sezóně 2006–07 se stal s MODO mistrem Švédska a v playoff byl nejlepším nahrávačem ligy.
V polovině května 2007 podepsal s Atlantou Thrashers dvouletou smlouvu a počínaje sezónou 2007–08 odehrál ve třech sezónách po sobě všech 82 zápasů základní části NHL. Během sezóny 2010–11 si 22. ledna 2011 zlomil prst při blokování střely v zápase proti New Yorku Rangers a musel vynechat 6 zápasů, čímž přerušil sérii 296 sehraných zápasů v řadě. Svůj první gól v NHL vstřelil 23. října 2007 brankáři Vesovi Toskalovi z Toronta Maple Leafs. V roce 2011 byl vybrán do svého prvního utkání hvězd NHL společně se svým týmovým kolegou Dustinem Byfuglienem. Enström se stal prvním obráncem Thrashers na NHL All-Star Game od roku 2000, kdy byl nominován Petr Buzek. Za Atlantu Thrashers, respektive jejich nástupce Winnipeg Jets, odehrál mezi lety 2007–2018 v 11 sezónách 719 zápasů v základní části. V srpnu 2018 podepsal smlouvu s domovským Modo Hockey, kde působí jako kapitán.

## Úspěchy

### Individuální úspěchy
- Nováček roku (Elitserien) – 2002-03
- NHL All-Rookie Team – 2007-08
- NHL YoungStars Game – 2008
- NHL All-Star Game – 2011

### Kolektivní úspěchy
- Stříbrná medaile v J18 AllSvenskan – 1999–00, 2000–01
- Mistr v J20 SuperElit – 2003–04
- Mistr v Elitserien – 2006-07
- Bronzová medaile na MS – 2009

## Klubové statistiky
| Sezona     | Klub                 | Soutěž     | Základní část | Základní část | Základní část | Základní část | Základní část | Play off | Play off | Play off | Play off | Play off |
| Sezona     | Klub                 | Soutěž     | Z             | G             | A             | B             | TM            | Z        | G        | A        | B        | TM       |
| ---------- | -------------------- | ---------- | ------------- | ------------- | ------------- | ------------- | ------------- | -------- | -------- | -------- | -------- | -------- |
| 2000–01    | Modo Hockey          | J20        | 1             | 0             | 0             | 0             | 0             | —        | —        | —        | —        | —        |
| 2001–02    | Modo Hockey          | J20        | 21            | 1             | 7             | 8             | 10            | —        | —        | —        | —        | —        |
| 2002–03    | Modo Hockey          | J20        | 7             | 4             | 6             | 10            | 31            | —        | —        | —        | —        | —        |
| 2002–03    | Modo Hockey          | SEL        | 42            | 1             | 5             | 6             | 16            | 6        | 0        | 1        | 1        | 4        |
| 2003–04    | Modo Hockey          | SEL        | 33            | 1             | 4             | 5             | 6             | 6        | 1        | 1        | 2        | 2        |
| 2003–04    | Modo Hockey          | J20        | —             | —             | —             | —             | —             | 8        | 0        | 3        | 3        | 4        |
| 2004–05    | Modo Hockey          | SEL        | 49            | 4             | 10            | 14            | 24            | 2        | 0        | 0        | 0        | 0        |
| 2005–06    | Modo Hockey          | SEL        | 47            | 4             | 7             | 11            | 48            | 4        | 0        | 1        | 1        | 25       |
| 2006–07    | Modo Hockey          | SEL        | 55            | 7             | 21            | 28            | 52            | 20       | 1        | 11       | 12       | 37       |
| 2007–08    | Atlanta Thrashers    | NHL        | 82            | 5             | 33            | 38            | 42            | —        | —        | —        | —        | —        |
| 2008–09    | Atlanta Thrashers    | NHL        | 82            | 5             | 27            | 32            | 52            | —        | —        | —        | —        | —        |
| 2009–10    | Atlanta Thrashers    | NHL        | 82            | 6             | 44            | 50            | 30            | —        | —        | —        | —        | —        |
| 2010–11    | Atlanta Thrashers    | NHL        | 72            | 10            | 41            | 51            | 54            | —        | —        | —        | —        | —        |
| 2011–12    | Winnipeg Jets        | NHL        | 62            | 6             | 27            | 33            | 38            | —        | —        | —        | —        | —        |
| 2012–13    | EC Red Bull Salzburg | EBEL       | 5             | 1             | 0             | 1             | 4             | —        | —        | —        | —        | —        |
| 2012–13    | Winnipeg Jets        | NHL        | 22            | 4             | 11            | 15            | 8             | —        | —        | —        | —        | —        |
| 2013–14    | Winnipeg Jets        | NHL        | 82            | 10            | 20            | 30            | 56            | —        | —        | —        | —        | —        |
| 2014–15    | Winnipeg Jets        | NHL        | 60            | 4             | 19            | 23            | 36            | 4        | 0        | 1        | 1        | 1        |
| 2015–16    | Winnipeg Jets        | NHL        | 72            | 2             | 14            | 16            | 44            | —        | —        | —        | —        | —        |
| 2016–17    | Winnipeg Jets        | NHL        | 60            | 1             | 13            | 14            | 42            | —        | —        | —        | —        | —        |
| 2017–18    | Winnipeg Jets        | NHL        | 43            | 1             | 5             | 6             | 20            | 11       | 0        | 0        | 0        | 2        |
| 2018–19    | Modo Hockey          | SEL        | 51            | 2             | 23            | 25            | 46            | 5        | 0        | 3        | 3        | 4        |
| 2019–20    | Modo Hockey          | SEL        | 43            | 0             | 12            | 12            | 28            | 2        | 0        | 0        | 0        | 2        |
| NHL celkem | NHL celkem           | NHL celkem | 719           | 54            | 254           | 308           | 422           | 15       | 0        | 1        | 1        | 0        |

### Reprezentační statistiky
| 2002                   | Švédsko 18'            | MS 18'                 | 8  | 2 | 1 | 3 | 6  |
| 2003                   | Švédsko 20'            | MSJ                    | 6  | 1 | 1 | 2 | 4  |
| 2004                   | Švédsko 20'            | MSJ                    | 6  | 0 | 3 | 3 | 0  |
| 2007                   | Švédsko                | MS                     | 9  | 0 | 2 | 2 | 10 |
| 2008                   | Švédsko                | MS                     | 2  | 0 | 0 | 0 | 0  |
| 2010                   | Švédsko                | ZOH                    | 4  | 0 | 2 | 2 | 4  |
| Seniorská reprezentace | Seniorská reprezentace | Seniorská reprezentace | 15 | 0 | 4 | 4 | 14 |